# Del cuplé al tango
Del cuplé al tango es una película en blanco y negro de Argentina dirigida por Julio Saraceni sobre el guion de Abel Santa Cruz que se estrenó el 15 de octubre de 1959 y que tuvo como protagonistas a Virginia Luque, Tito Lusiardo, Osvaldo Miranda y Fernando Siro.

## Sinopsis
La lucha de la hija de una célebre cupletista madrileña por triunfar en el tango.

## Reparto
- Virginia Luque
- Tito Lusiardo
- Osvaldo Miranda
- Fernando Siro
- José Comellas
- Rodolfo Salerno
- Juan Carlos Galván
- Orlando Marconi
- René Jolivet
- Roberto Bordoni
- Gloria Ugarte
- Cristina Berys
- Héctor Biuchet[2]

## Comentarios
Correo de la Tarde consideró al filme :

de muy dudoso gusto.

Por su parte Manrupe y Portela escriben:

Dos personajes para una misma actriz, y dos tipos de música para una misma cantante en floja comedia musical con la protagonista hacen un género que le es ajeno. Aprovecha el éxito de ciertos films españoles de cuplé, populares en la época como El último cuplé (Juan de Orduña, 1958) o Aquellos tiempos de cuplé (Miguel Cano y José Luis Merino, 1959).